# Alain Wathelet
Pour les articles homonymes, voir Wathelet.
2020 - 2024 Quevilly Rouen Métropole Directeur Technique et entraineur adjoint Ligue 2
Alain Wathelet, né le 9 décembre 1964 à Nice (Alpes-Maritimes), est un footballeur français qui évoluait au poste de défenseur. Il est actuellement entraîneur.

## Biographie

### Carrière de joueur
Alain Wathelet naît le 9 décembre 1964 à Nice. Il commence le football à l'OGC Nice à l'âge de sept ans et intègre le centre de formation du club azuréen en 1980. Avec l'équipe des jeunes, il perd la finale de la coupe Gambardella de 1981 contre le FC Metz (défaite 1-0). Il intègre l'équipe réserve de l'OGC Nice évoluant en Division 3 en 1983. Avec l'équipe réserve, il remporte le championnat de Division 3 en 1985.
Il quitte l'OGC Nice pour le FC Gueugnon évoluant en Division 2 en 1986. Il fait ses débuts en Division 2 le 9 août 1986 contre Louhans-Cuiseaux (0-0). Le 13 mars 1987, il inscrit l'unique but de la rencontre contre Martigues (victoire 1-0). Il reste qu'une saison, puis il s'engage au CO du Puy qui évolue également en Division 2 en 1987. Il joue ensuite en Division 3 pendant trois saisons successivement au Stade de Vallauris, puis au FC Montceau Bourgogne et à l'US Annemasse.
En 1992, il revient sur la Côte d'Azur où il devient entraîneur-joueur dans des différents clubs amateurs du département.

### Carrière d'entraîneur
En 1992, Alain Wathelet signe comme entraîneur-joueur au FC Carros. C'est à Carros qu'il commence sa carrière d'entraîneur. Il est ensuite entraîneur au FC Antibes évoluant en National 3 en 1995. En 1998, il retrouve un poste d'entraîneur au Stade de Vallauris, fraîchement relégué en DH.
En septembre 1999, il rejoint le staff de l'OGC Nice en tant qu'entraîneur-adjoint de Christian Damiano. Fin février 2000, après l'éviction de Damiano, il est nommé entraîneur des 18 ans nationaux. Il reste l'entraîneur des 18 ans jusqu'en juin 2007. En 2002, il conduit son équipe jusqu'en finale de la coupe Gambardella, perdue contre le FC Nantes (défaite 1-0) et en 2004, il remporte le championnat de France U18, vainqueur aux tirs au but face à l'Olympique lyonnais,.
En juillet 2007, il devient le directeur de la préformation et de la section sportive élite de l'OGC Nice. Il dirige également de 2007 à 2012 les U15 régionaux, puis de 2012 à 2016 les U17 nationaux. Il prend la direction du centre de formation de l'OGC Nice en juillet 2014,,. Sous sa direction l'OGC Nice s'impose comme une référence de la formation en France et il quitte le club le 11 septembre 2019,.
Le 30 juillet 2020, il est nommé au poste de directeur technique et sportif à l'US Quevilly-Rouen Métropole qui évolue en National. Il va apporter toute son expérience pour continuer de développer la politique sportive du club normand envers les jeunes, en se rapprochant alors de ce que font les clubs professionnels à ce niveau. En complément de son poste de directeur technique, depuis juillet 2022, il est entraineur adjoint d'Olivier Echouafni avec le groupe L2 de QRM.
Le lundi 15 janvier 2024, Alain Wathelet devient coach de QRM par intérim en raison de la mise à pied à titre conservatoire d’Olivier Echouafni du club de QRM par Michel Mallet, président du club.

## Statistiques détaillées
| Saison                | Club                  | Championnat           | Championnat | Championnat | Coupe(s) nationale(s) | Coupe(s) nationale(s) | Total | Total |
| Saison                | Club                  | Division              | M.          | B.          | M.                    | B.                    | M.    | B.    |
| 1986-1987             | FC Gueugnon           | Division 2            | 32          | 1           | 5                     | 0                     | 37    | 1     |
| 1987-1988             | CO du Puy             | Division 2            | 18          | 0           | -                     | -                     | 18    | 0     |
| 1988-1989             | CO du Puy             | Division 2            | 17          | 1           | -                     | -                     | 17    | 1     |
| 1989-1990             | Stade de Vallauris    | Division 3            | -           | -           | -                     | -                     | 0     | 0     |
| 1990-1991             | FC Montceau Bourgogne | Division 3            | -           | -           | -                     | -                     | 0     | 0     |
| 1991-1992             | US Annemasse          | Division 3            | -           | -           | -                     | -                     | 0     | 0     |
| Total sur la carrière | Total sur la carrière | Total sur la carrière | 67          | 2           | 5                     | 0                     | 72    | 2     |

## Palmarès
Avec l'OGC Nice en tant que joueur, il est finaliste de la coupe Gambardella en 1981 et champion de France de Division 3 en 1985 (avec la réserve). Puis, en tant qu'entraîneur du club azuréen, il est finaliste de la coupe Gambardella en 2002 et vice-champion de France des 18 ans lors de la même saison. Il est champion de France des 18 ans en 2004.
| OGC Nice - Coupe Gambardella - Finaliste : 1981 - Championnat de France de Division 3 (1) - Champion : 1985 (équipe réserve) | OGC Nice - Coupe Gambardella - Finaliste : 2002 - Championnat de France des 18 ans (1) - Champion : 2004 - Vice-champion : 2002 |  |